# Марково (Нікольський район)
Ма́рково (рос. Марково) — присілок у складі Нікольського району Вологодської області, Росія. Входить до складу Нікольського сільського поселення.

## Населення
Населення — 122 особи (2010; 156 у 2002).
Національний склад (станом на 2002 рік):
- росіяни — 99 %